# Elecciones generales de Saba de 1995
Elecciones generales tuvieron lugar en Saba el 12 de mayo de 1995.  El resultado fue una victoria para el Movimiento Democrático Laborista de Saba, el cual ganó tres de los cinco escaños en el Consejo de la Isla.

## Resultados
| Partido                                       | Votos | %     | Asientos | +/– |
| --------------------------------------------- | ----- | ----- | -------- | --- |
| Movimiento Democrático Laborista de Saba      | 346   | 54,75 | 3        | +2  |
| Movimiento Popular de las Islas de Barlovento | 286   | 45,25 | 2        | -2  |
| Votos en blanco/nulos                         |       |       | –        | –   |
| Total                                         | 632   | 100   | 5        | 0   |
| Electores registrados/participación           |       |       | –        | –   |
| Fuente: Johnson                               |       |       |          |     |